# Ginsiana longicornis
Ginsiana longicornis is een vliesvleugelig insect uit de familie Encyrtidae. De wetenschappelijke naam is voor het eerst geldig gepubliceerd in 1969 door Trjapitzin.